# Aloe ausana
Aloe ausana é uma espécie de liliopsida do gênero Aloe, pertencente à família Asphodelaceae.